# 22171 Choi
22171 Choi este un asteroid din centura principală de asteroizi.

## Descriere
22171 Choi este un asteroid din centura principală de asteroizi. A fost descoperit pe 26 noiembrie 2000 la Socorro, New Mexico, în cadrul proiectului LINEAR. Asteroidul prezintă o orbită caracterizată de o semiaxă mare de 2,58 ua, o excentricitate de 0,09 și o înclinație de 8,4° în raport cu ecliptica.